# 대성역
대성역(Daeseong station, 大成驛)은 경상남도 밀양시에 위치했던 경부선의 역이었다. 개업 당시 화물수송을 담당하는 배치간이역이었으며, 유천역(현재 상동역자리가 아니라 옥산리 자리)에서 5.4km, 밀양역에서 6.8km 떨어진 곳에 위치해 있었다. 두 거리정보를 통해 추정해 볼 때 안인리 1282번지 임야가 역 터로 추정된다.

## 역사
- 1945년 6월 16일 : 영업 개시[1]
- 일자 불명 : 폐지